# Mort de Marat
Mort de Marat è un cortometraggio del 1897 diretto da Georges Hatot.

## Trama
Omicidio dello scrittore rivoluzionario francese Jean-Paul Marat e l'arresto di Charlotte Corday: Charlotte Corday è seduta su una sedia vicino a Marat che è in una vasca a forma di scarpa. Charlotte Corday salta dalla sedia e trafigge Marat a morte, la notizia si sparge velocemente e la stanza si riempie rapidamente di una dozzina di persone incluse le guardie per arrestarla e proteggerla dai cittadini sconvolti.